# Samahquam
Samahquam, naziv za dio Salishan Indijanaca, u Hodgeovo doba na agenciji Fraser River u Britanskoj Kolumbiji. Pripadaju široj skupini Lillooet (St'at'imc), točnije Lower Lillooet, danas nazivana In-SHUCK-ch Nation. Populacija im je 1909 bila 67; suvemena populacija iznosi 303 na nekoliko rezervi.
Nazivani su i imenima Samackman, Semaccom.

## Vanjske poveznice
- Samahquam